# 6:66 Satan's Child
6:66 Satan's Child är ett album från 1999 av det amerikanska metalbandet Danzig.
Låten "Thirteen" skrevs ursprungligen av Glenn Danzig åt Johnny Cash och finns med på dennes album American Recordings från 1994.

## Låtlista
| Nr  | Titel                         | Längd |
| --- | ----------------------------- | ----- |
| 1.  | Five Finger Crawl             | 3:38  |
| 2.  | Belly of the Beast            | 4:28  |
| 3.  | Lilin                         | 6:31  |
| 4.  | Unspeakable                   | 4:12  |
| 5.  | Cult Without a Name           | 4:39  |
| 6.  | East Indian Devil             | 4:03  |
| 7.  | Firemass                      | 3:52  |
| 8.  | Cold Eternal                  | 4:41  |
| 9.  | Satan's Child                 | 3:30  |
| 10. | Into the Mouth of Abandonment | 4:37  |
| 11. | Apokalips                     | 4:45  |
| 12. | Thirteen                      | 4:12  |

## Medverkande
- Glenn Danzig – sång
- Jeff Chambers – gitarr
- Josh Lazie – bas
- Joey Castillo – trummor